# Ziemia Cesarza Wilhelma
Ziemia Cesarza Wilhelma (niem. Kaiser-Wilhelms-Land) – nazwa północno-wschodniej części wyspy Nowa Gwinea, pozostającej pod kontrolą Niemiec od 1884 do I wojny światowej. Wraz z innymi niemieckimi koloniami na Pacyfiku tworzyła protektorat Nowej Gwinei Niemieckiej.
Po przegranej Niemiec w I wojnie światowej terytorium zostało przekazane jako terytorium mandatowe pod administrację australijską jako Nowa Gwinea Australijska. Ostatecznie w 1975 wraz z południową-zachodnią częścią wyspy weszła w skład niepodległego państwa Papui-Nowej Gwinei.